# Trung Chính, Thanh Hóa
Trung Chính là một xã thuộc huyện Nông Cống, tỉnh Thanh Hóa, Việt Nam.

## Địa lý
Xã Trung Chính nằm ở phía bắc huyện Nông Cống, cách thị trấn Nông Cống 12 km và cách trung tâm thành phố Thanh Hóa 20 km, có vị trí địa lý:
- Phía đông giáp xã Hoàng Sơn và xã Tế Nông
- Phía tây giáp xã Tân Khang
- Phía nam giáp xã Tế Thắng và xã Trung Thành
- Phía bắc giáp xã Tân Phúc.

Xã Trung Chính có diện tích 8,10 km², dân số năm 2018 là 6.911 người, mật độ dân số đạt 853 người/km².

## Lịch sử
Năm 1954, một phần diện tích và dân số của xã Trung Chính được tách ra để thành lập thêm hai xã Trung Thành và Trung Ý.
Trước khi sáp nhập, xã Trung Ý có diện tích 2,85 km², dân số là 2.207 người, mật độ dân số đạt 774 người/km². Xã Trung Chính có diện tích 5,25 km², dân số là 4.704 người, mật độ dân số đạt 896 người/km².
Ngày 16 tháng 10 năm 2019, Ủy ban Thường vụ Quốc hội ban hành Nghị quyết số 786/NQ-UBTVQH14 về việc sắp xếp các đơn vị hành chính cấp xã thuộc tỉnh Thanh Hóa (nghị quyết có hiệu lực từ ngày 1 tháng 12 năm 2019). Theo đó, sáp nhập toàn bộ diện tích và dân số của xã Trung Ý vào xã Trung Chính.
Xã này nằm bên tuyến kênh Nhà Lê, là tuyến đường thủy đầu tiên trong lịch sử Việt Nam từ kinh đô Hoa Lư đến Đèo Ngang và được xem là tuyến đường Hồ Chí Minh trên sông vì những đóng góp cho các cuộc chiến tranh của người Việt.